# Aspalathus borbonifolia
Aspalathus borbonifolia är en ärtväxtart som beskrevs av Rolf Martin Theodor Dahlgren. Aspalathus borbonifolia ingår i släktet Aspalathus och familjen ärtväxter. Inga underarter finns listade i Catalogue of Life.